# Биоритм
Биологи́ческие ри́тмы (биоритмы) (от греческого βίος — bios, «жизнь» и ῥυθμός — rhythmos, «любое повторяющееся движение, ритм») — периодически повторяющиеся изменения характера и интенсивности биологических процессов и явлений. Они связаны с принципом функционирования живых организмов, заключающемся в непрерывном чередовании циклов биохимических реакций на уровнях клеток, органов, систем и целостного организма, управляемых системами положительных и отрицательных обратных связей.
Одни биологические ритмы относительно самостоятельны (например, частота сокращений сердца, дыхания), другие связаны с приспособлением организмов к геофизическим циклам, например, суточные, приливные, годичные. Наука, изучающая биологические ритмы, возникшие в живых существах для приспособления их жизнедеятельности к периодическим изменениям в окружающей среде, получила название хронобиология.
Вместе с тем в конце XX века приобрела популярность псевдонаучная теория «трёх ритмов», не зависящих как от внешних факторов, так и от возрастных изменений самого организма. Теория была предложена рядом авторов в конце XIX века в виде гипотезы и позже была экспериментально опровергнута.

## Характеристики
Биоритм представляет собой последовательность повторяющихся циклов. Цикл, в свою очередь, это завершённое колебание, отклонение определённого показателя от исходной величины с возвратом к ней через некоторое время. Выделяют следующие характеристики биоритмов:
- период — время, необходимое для завершения одного цикла процесса;
- частота — число повторений (число циклов) данного ритма за определённый промежуток времени;
- фаза — момент цикла, когда регистрируется определённый показатель;
- мезор — среднее значение определённого показателя;
- амплитуда — наибольшее отклонение показателя от мезора.

Любой биоритм имеет две характерные фазы:
- акрофаза — фаза, в которой колеблющаяся величина имеет максимальное значение;
- батифаза — фаза, в которой колеблющаяся величина имеет минимальное значение.

## Классификация
В зависимости от положенных в основу критериев ритмы классифицируют:
- по длине периода;
- по источнику происхождения;
- по выполняемой функции.

Наиболее распространена классификация по длине периода (по частоте ритма), в основе которой лежит классификация Франца Халберга (1969). Халберг разделил ритмы по зонам (в скобках — период):
1. Высокочастотная зона — ультрадианные ритмы (до 20 ч).
2. Среднечастотная зона — циркадианные ритмы (20—28 ч), инфрадианные ритмы (28—72 ч).
3. Низкочастотная зона — циркасептанные (7 ± 3 сут), циркадисептанные (14 ± 3 сут), циркавигинтанные (20 ± 3 сут), циркатригинтанные (30 ± 3 сут), цирканнуальные ритмы (12 ± 2 мес.).

Слово «циркадианный» (околосуточный), подчёркивающее особенность собственного периода ритма в живом организме, не равного в точности 24 часам, Халберг придумал в 1959 году. Он же в 1977 году предложил название новой области исследований «хронобиология»:238.

### Циркадианные ритмы
Циркадианные ритмы наиболее изучены и наиболее распространены — они наблюдаются почти у всех живых организмов. Свое название получили в связи с тем, что после искусственного устранения синхронизирующего фактора, каким обычно является суточное изменение освещённости, в постоянных условиях отмечалось сохранение эндогенного ритма с периодом несколько отличающимся от 24 часов в большую или в меньшую сторону (у человека — в интервале 23,47—24,78 ч).

### Инфрадианные ритмы
Инфрадианные (инфрадные) ритмы имеют период более 24 часов. Среди них выделяют (в скобках — период):
- циркасептанные (7 ± 3 сут),
- циркадисептанные (14 ± 3 сут),
- циркавигинтанные (21 ± 3 сут),
- циркатригинтанные (30 ± 5 сут),
- цирканнуальные ритмы (1 год ± 2 мес).

Одни из наиболее универсальных в живой природе — цирканнуальные (окологодичные) ритмы. Изменения физических условий в течение года обусловили множество разнообразных адаптаций в эволюции видов. Наиболее важный из них — фотопериодизм), связан с размножением и миграцией животных, ростом растений, с возможностью переживания неблагоприятного периода года и т. д.
Кроме перечисленных выше по длине периода различают также ритмы, связанные с влиянием Луны:
- Циркатидальный ритм[6]:238 (приливный, или лунно-суточный) с периодом 24,8 ч. Он типичен для большинства животных и растений прибрежной морской зоны и проявляется совместно с солнечно-суточным ритмом в колебаниях двигательной активности, периодичности открывания створок моллюсков, вертикальном распределении в толще воды мелких морских животных и т. п. Эти ритмы, наряду со звёздно-суточным ритмом (23,9 ч), имеют большое значение в навигации животных (например, перелётных птиц, многих насекомых), использующих астрономические ориентиры[8].
- Циркалунарный ритм[6]:238 (лунно-месячный) с периодом 29,5 сут. Он соответствует периодичности изменения уровня морских приливов и проявляется в ритмичности вылупления из куколок насекомых в прибрежной зоне, в цикле размножения червя палоло, некоторых водорослей и многих других животных и растений. Близок лунно-месячному ритму и менструальный цикл женщин[8].

### Ультрадианные ритмы
Ультрадианные ритмы имеют период менее суток, нижняя граница периода по классификации Г. Хильдебрандта (1993) составляет примерно 10−3 с. Эти ритмы были открыты во второй половине XX века и известны для многих свойств клетки, например, синтеза белка и его этапов, секреции, активности ферментов и т. д. Они найдены у бактерий, одноклеточных и в клетках различных беспозвоночных и позвоночных животных, а также у растений. Известны ультрадианные ритмы органов у позвоночных, например, ритмы дыхания, частоты сердечных сокращений, активности мозга, концентрации гормонов в крови. К ультрадианным относятся также ритмы активности пищеварительной системы — таков ритм синтеза и выделения слюны, секреции ферментов поджелудочной железы, желчи, сокращений желудка и кишечника.

## Теория «трёх ритмов»
Как и многие другие аспекты жизни, биологические ритмы входят в верования людей. Соединяя наблюдения естественных процессов с нумерологией и гаданием, некоторые люди создают свои «теории» биоритмов, которые должны предсказывать будущее. Такие концепции пытаются предугадать различные аспекты жизни отдельно взятого человека с помощью простых математических циклов. Однако большинство учёных убеждено, что у этих концепций предсказывающей силы не больше, чем у простого случая, и считают её примером псевдонауки. Также не обнаружено никаких научных доказательств, поддерживающих эту теорию.
Популярная в конце XX века псевдонаучная теория «трёх ритмов» была предложена рядом авторов в конце XIX века в виде гипотезы и позже была экспериментально опровергнута. Гипотеза предполагала наличие многодневных ритмов, не зависящих как от внешних факторов, так и от возрастных изменений самого организма. Пусковым механизмом этих ритмов является только момент рождения человека, при котором возникают ритмы с периодом в 23, 28 и 33 суток, определяющие уровень его физической, эмоциональной и интеллектуальной активности. Графическим изображением каждого из этих ритмов является синусоида. Однодневные периоды, в которые происходит переключение фаз («нулевые» точки на графике) и которые, якобы, отличаются снижением соответствующего уровня активности, получили название критических дней. Если одну и ту же «нулевую» точку пересекают одновременно две или три синусоиды, то такие «двойные» или «тройные» критические дни предполагались особенно опасными. Данная гипотеза не подтверждена научными исследованиями и основывается на бессистемных эмпирических наблюдениях.
Предположению о существовании «трёх биоритмов» около ста лет. Его авторами стали три исследователя: психолог Герман Свобода, отоларинголог Вильгельм Флисс, изучавшие эмоциональный и физический биоритмы, и преподаватель Фридрих Тельчер, исследовавший интеллектуальный ритм.
Свобода работал в Вене. Анализируя поведение своих пациентов, он обратил внимание, что их мысли, идеи, импульсы к действию повторяются с определённой периодичностью. Герман Свобода пошёл дальше и начал анализировать начало и развитие болезней, особенно цикличность сердечных и астматических приступов. Результатом этих исследований стало предположение существования ритмичности физических (22 дня) и психических (27 дней) процессов.
Доктора Вильгельма Флисса, который жил в Берлине, заинтересовала сопротивляемость организма человека болезням. Почему дети с одинаковыми диагнозами в одно время имеют иммунитет, а в другое — умирают? Собрав данные о начале болезни, температуре и смерти, он связал их с датой рождения. Расчёты показали, что изменения иммунитета можно попытаться прогнозировать с помощью 22-дневного физического и 27-дневного эмоционального биоритмов.
Новомодные биоритмы подтолкнули инсбрукского преподавателя Фридриха Тельчера к своим исследованиям. Тельчер заметил, что желание и способность студентов воспринимать, систематизировать и использовать информацию, генерировать идеи время от времени изменяются, то есть имеют ритмический характер. Сопоставив даты рождений студентов, экзаменов, их результаты, он предложил интеллектуальный ритм с периодом 32 дня. Тельчер продолжал свои исследования, изучая жизнь творческих людей. В результате он предположил существование «пульса» интуиции — 37 дней.
Впоследствии исследования биоритмов продолжились в Европе, США, Японии. Особенно интенсивным этот процесс стал с появлением компьютеров. В 1970—1980 годах учение о биоритмах достигло пика популярности, производились аппаратные средства для подсчёта «биоритмов», например, Casio Biolator .
Академические исследователи отвергли «теорию трёх биоритмов». Теоретическая критика излагается, например, в научно-популярной книге признанного специалиста в хронобиологии Артура Уинфри. К сожалению, авторы научных (не научно-популярных) трудов не сочли нужным специально уделить время критике, однако ряд публикаций (на русском языке это, например, сборник под редакцией Юргена Ашоффа, книга Л. Гласса и М. Мэки и другие источники) позволяют сделать вывод, что «теория трёх биоритмов» лишена научных оснований. Гораздо убедительнее, однако, экспериментальная критика «теории». Многочисленные экспериментальные проверки 1970—80-х годов полностью опровергли «теорию» как несостоятельную. В настоящее время «теория трёх ритмов» научным сообществом не признаётся и рассматривается как псевдонаука.